# Tiara (Insel)
Die indonesische Insel Tiara (indonesisch Pulau Tiara) gehört zu den Sermata-Inseln (Südliche Molukken).

## Geographie
Tiara liegt westlich der Hauptinsel Sermata. Zwischen Sermata und Tiara liegen die Inseln Kalapa und Kepuri, westlich liegt Liakra und südlich Luang. Sie alle gehören zum Subdistrikt (Kecamatan) Mdona Hiera (Mdona Hyera), der Teil des Regierungsbezirk (Kabupaten) der Südwestmolukken (Provinz Maluku) ist.